# Peter Ebenfelt
Peter Ebenfelt (né en 1965) est un mathématicien suédois. Il est professeur à l'Université de Californie à San Diego (UCSD).

## Formation et carrière
Ebenfelt étudie à l'Institut royal de technologie de Stockholm (KTH) avec un diplôme en génie physique en 1990, un diplôme en mathématiques en 1992 et un doctorat en mathématiques en 1994 sous la direction de Harold S. Shapiro avec une thèse intitulée Selected Problems in the Analysis of Holomorphic Partial Differential Equations. Il est chercheur postdoctoral à l'UCSD (avec Mohammed Salah Baouendi et Linda Preiss Rothschild), puis est professeur assistant au KTH, où il devient professeur en 2001. Il est également professeur associé depuis 2000 et professeur depuis 2002 à l'UCSD.

## Travaux
Il traite de la théorie des fonctions de plusieurs variables complexes et des équations aux dérivées partielles. Par exemple, il a étudié une version complexe du principe de Huygens pour le problème de Cauchy des équations aux dérivées partielles elliptiques , les applications holomorphes entre des sous-variétés réelles dans des espaces complexes et le problème de Pompeiu (d'après Dimitrie Pompeiu).

## Prix et distinctions
En 1996, il reçoit le prix Wallenberg et en 2020 le prix Stefan-Bergman. Il est membre de l'American Mathematical Society depuis 2018.

## Publications
- (en) Mohammed Salah Baouendi, Peter Ebenfelt et Linda Preiss Rothschild, Real submanifolds in complex space and their mappings, Princeton, Princeton University Press (no vol. 47), 1999.
- avec Baouendi, Rothschild Local geometric properties of real submanifolds of complex space, Bulletin AMS, Vol.37, 2000, pp.309-336, en ligne.
- Éditeurs avec Norbert Hungerbühler (de), Joseph Kohn, Ngaiming Mok, Emil J. Straube : Complex Analysis - Several complex variables and connections with PDE theory and geometry, Birkhäuser, Trends in Mathematics, 2010.
- (en) Mohammed Salah Baouendi, Peter Ebenfelt et Linda Preiss Rothschild, « Algebraicity of holomorphic mappings between real algebraic sets inCn. », Acta Mathematica, vol. 177, no 2,‎ 1996, p. 225-273 (ISSN 0001-5962).